# Lastreopsis perrieriana
Lastreopsis perrieriana là một loài thực vật có mạch trong họ Dryopteridaceae. Loài này được (C. Chr.) J.P. Roux mô tả khoa học đầu tiên năm 2004.